# Певжівська сільська рада
Пе́вжівська сільська́ ра́да — колишній орган місцевого самоврядування у Млинівському районі Рівненської області. Адміністративний центр — село Певжа.

## Загальні відомості
- Територія ради: 17,42 км²
- Населення ради: 411 особа (станом на 2001 рік)

## Населені пункти
Сільській раді підпорядковані населені пункти:
- с. Певжа
- с. Бакорин

## Склад ради
Рада складається з 12 депутатів та голови.
- Голова ради: Чаюн Іван Івановитч
- Секретар ради: Нагорнюк Зоя Степанівна

### Керівний склад попередніх скликань
| Прізвище, ім'я, по батькові    | Основні відомості                                                         | Дата обрання | Дата звільнення |
| ------------------------------ | ------------------------------------------------------------------------- | ------------ | --------------- |
| Літвінчук Тамара Володимирівна | Сільський голова, 1953 року народження, член Народної партії              | 26.03.2006   | 31.10.2010      |
| Чаюн Іван Івановитч            | Сільський голова, 1955 року народження, освіта вища, член Народної партії | 31.10.2010   |                 |

Примітка: таблиця складена за даними сайту Верховної Ради України